# Alena Filipawa
Alena Piatrouna Filipawa (biał. Алена Пятроўна Філіпава, ros. Елена Петровна Филиппова; ur. 10 października 1987) – białoruska zapaśniczka walcząca w stylu wolnym. Olimpijka z Pekinu 2008, gdzie zajęła trzynaste miejsce w kategorii 55 kg.
Brązowa medalistka mistrzostw świata w 2009. Wicemistrzyni Europy w 2009. Wicemistrzyni świata juniorów w 2005, a trzecia w 2006. Mistrzyni Europy juniorów w 2007 roku.